# Marktvolumen
Unter Marktvolumen versteht man in der Mikroökonomie und der Betriebswirtschaftslehre die tatsächliche Absatzmenge oder den tatsächlichen Umsatz aller Marktteilnehmer zusammen auf einem bestimmten Markt innerhalb eines bestimmten Zeitraums.

## Allgemeines
Die Fachliteratur verwendet den Begriffsinhalt nicht einheitlich. Günter Wöhe definiert das Marktvolumen als realisierte Absatzmenge. Der gleichen Auffassung folgen die Ökonomen Richard Köhler, Klaus Brockhoff, Robert Nieschlag, oder Heribert Meffert. Insbesondere in der amerikanischen Literatur wird eine Differenzierung zwischen Marktvolumen und Marktpotenzial nicht vorgenommen, beide heißen englisch market potential. Eine Differenzierung zwischen beiden Marktdaten ist jedoch erforderlich, da ansonsten die betriebswirtschaftliche Kennzahl der Marktsättigung nicht ermittelt werden kann. Das Marktvolumen schöpft nämlich bei ungesättigten Märkten lediglich einen Teil des Marktpotenzials aus. Um Preiseffekte auszuschalten, ist es meist sinnvoll, das Absatzvolumen als Maßgröße für das Marktvolumen zu wählen.

## Kennzahlen zum Marktvolumen
Das Marktvolumen gehört in der Marktforschung zu den wichtigsten Marktdaten. Es bildet die Grundlage für die Ermittlung des Marktanteils und ist Maßstab für die Marktgröße. Der Marktanteil kann für ein Produkt regional, international oder als Weltmarkt-Anteil aggregiert werden. So führten im Jahre 2014 die USA auf dem Tonträgermarkt weltweit nach Marktanteilen (Umsatz in Euro) mit 32,7 %, gefolgt von Japan (17,6 %), Deutschland (9,4 %) und Großbritannien (8,9 %). Neben dieser Segmentierung nach regionalen Märkten kann das Marktvolumen auch demografisch untersucht werden, etwa seine Verteilung auf bestimmte Zielgruppen.
Das Marktvolumen ergibt sich national durch Ermittlung der Inlandsproduktion unter Berücksichtigung von Importen und Exporten:
{\displaystyle {\text{Marktvolumen}}={\text{Produktion}}+{\text{Importe}}-{\text{Exporte}}}
Sind auf dem Inlandsmarkt auch ausländische Anbieter vorhanden, so kann die Importquote ermittelt werden:
{\displaystyle {\text{Importquote}}={\frac {\text{Import}}{\text{Marktvolumen}}}\ \cdot 100\,\%}
Die Importquote ist hoch, wenn der Inlandsmarkt aus ökonomischen Gründen (etwa geringe Anzahl inländischer Anbieter, Aufwertungsdruck, Preisgefälle oder fehlende Patente/Lizenzen/Konzessionen) nicht imstande ist, den Importdruck zu mildern.
Die Summe aller Marktanteile der Anbieter ergibt das Marktvolumen:
{\displaystyle {\text{Marktanteil}}={\frac {\text{Umsatzvolumen eines Anbieters}}{\text{Marktvolumen}}}\ \cdot 100\,\%}
Ein gesättigter Markt liegt vor, wenn das Marktvolumen annähernd dem Marktpotenzial entspricht. Ungesättigt ist ein Markt, wenn das Marktvolumen deutlich geringer ist als das Marktpotenzial.
{\displaystyle {\text{Marktsättigung}}={\frac {\text{Marktvolumen}}{\text{Marktpotenzial}}}\ \cdot 100\,\%}
Ein ungesättigter Markt weist Wachstumspotenziale auf. Sie müssen mit Marketinginstrumenten ausgeschöpft werden.
Von einer Markträumung wird gesprochen, wenn sich Angebotsmenge und Nachfragemenge ausgleichen; es liegt ein Marktgleichgewicht vor:
{\displaystyle {\mbox{Angebotsmenge}}={\mbox{Nachfragemenge}}}

## Marktentwicklung
Zeitliche Veränderungen des Marktvolumens geben Hinweise auf die Marktentwicklung. Zeitreihen über mehrere Jahre hinweg lassen auf einen Wachstumsmarkt, gesättigten Markt, Schrumpfmarkt oder zyklischen Markt schließen.